# 觉梭伦
觉梭伦（Kyaw Zaw Lwin），又名尼尼昂（Nyi Nyi Aung），是1988年一场反对缅甸军政府统治的流血示威行动——8888民主运动的学生领袖。1993年流亡美国，2002年取得美国国籍。在美国期间，他和海外缅甸流亡组织一直为缅甸民主而活动。
觉梭伦的母亲因参与2007年的反政府示威而被判5年刑期。为了探视患有癌症的母亲，觉梭伦在2009年9月持美国护照返回缅甸，但在缅甸仰光国际机场试图入境时被捕。2010年2月觉梭伦被缅甸法庭判刑三年，罪名是持有伪造身份证和未申报外币，以及在入籍美国时没有放弃缅甸国籍。
2010年3月在美国政府的介入下而被缅甸政府释放，缅甸政府在释放觉梭伦时，没有说明释放他的理由。